# Carpineto Sinello
Pour les articles homonymes, voir Carpineto (homonymie).
Carpineto Sinello est une commune de la province de Chieti dans les Abruzzes en Italie.

## Administration
| Période                                  | Période  | Identité         | Étiquette | Qualité |
| ---------------------------------------- | -------- | ---------------- | --------- | ------- |
| 14 juin 2004                             | En cours | Giustino Bologna |           |         |
| Les données manquantes sont à compléter. |          |                  |           |         |

### Hameaux
Montagnola, Policorvo 

### Communes limitrophes
Atessa, Carunchio, Casalanguida, Gissi, Guilmi, Liscia, Roccaspinalveti, San Buono